# Thrasamund

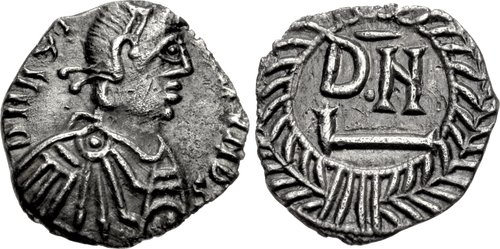
Denarius des Thrasamund.

Thrasamund († 523) war König des Vandalenreichs in Nordafrika von 496 bis 523. 

## Leben
Thrasamund war der dritte Sohn Gentos, des vierten Sohns Geiserichs, des Gründers des Vandalenreichs in Nordafrika. Seine Mutter ist unbekannt. Er soll in der Jugend eine klassische Ausbildung in Karthago erhalten haben, die wenigen verfügbaren Quellen schildern ihn jedenfalls als gebildeten Herrscher, der auch an theologischen Fragen interessiert war. Als sein Bruder Gunthamund starb, bestieg er 496 den Thron.
Innen- und außenpolitisch sah sich Thrasamund mit einigen Problemen konfrontiert. Gegenüber Ostrom strebte Thrasamund einen Ausgleich an, während er sich ebenfalls um eine Annäherung an Theoderichs Ostgotenreich in Italien bemüht; Theoderich wiederum war daran interessiert, die Vandalen in seine Bündnispolitik einzubinden. Teil dieser Annäherung war die Heirat Thrasamunds mit Theoderichs Schwester Amalafrida im Jahr 500. Theoderich trat den Vandalen den Nordwesten Siziliens ab, doch brachte das Bündnis den Goten nicht den erhoffen Erfolg, da die Vandalen nicht eingriffen, als oströmische Schiffe 508 Süditalien angriffen. Weite Gebiete des heutigen Nordens von Algerien gingen während der Herrschaft Gunthamunds und Thrasamunds an die Berber verloren, die eine ständige Bedrohung für die Vandalen darstellten. Das vandalische Einflussgebiet, wenngleich die vandalische Präsenz im Westen der ehemaligen römischen Gebiete Nordafrikas ohnehin nur schwach ausgeprägt war, schrumpfte beständig. Am Ende seiner Herrschaft erlitten vandalische Truppen gegen Kamelnomaden des Königs Kabaon eine empfindliche Niederlage. Offenbar reichte die vandalische Militärpräsenz nicht aus, um die Grenzgebiete effektiv zu sichern. Erschwert wurde dies aber auch durch innere Streitigkeiten im Vandalenreich, da die einheimischen Katholiken aufgrund von Auseinandersetzungen mit den arianischen Vandalenkönigen diesen oft eher feindselig gegenüberstanden.
Thrasamund scheint Kunst und Kultur in seinem Reich zwar nicht explizit gefördert, aber doch begünstigt zu haben. Die Kultur im Vandalenreich blühte in dieser Zeit jedenfalls auf. Mehrere Lobreden sind auf Thrasamund verfasst und der lateinische Dichter Blossius Aemilius Dracontius wirkte in seiner Regierungszeit. Thrasamund beendete zwar die langjährige Verfolgung der Katholiken im Vandalenreich, Spannungen zwischen der romanisch-katholischen Bevölkerungsmehrheit und den arianischen Vandalen blieben aber offenbar bestehen. Katholischen Priestern war die Tätigkeit in bestimmten Gebieten weiterhin verwehrt, ebenso kam es zu zahlreichen Exilierungen. Thrasamund zeigte selbst Interesse an theologischen Fragen, verfasste diesbezügliche Thesen und ließ Religionsgespräche in Karthago zu, an denen auch Fulgentius von Ruspe teilnahm (der kurz darauf ein zweites Mal exiliert wurde), die aber keine Entscheidung brachten. Eine mit ungelenken Buchstaben geschriebene Bauinschrift mit der Nennung des Königs befindet sich im Museum von Sbeitla (Sufetula) in Tunesien. 
Als Thrasamund nach langer Regierungszeit 523 starb, folgte ihm Hilderich nach.